# Ferruccio Ferro
Ferruccio Ferro (Masera, província de Verbano-Cusio-Ossola, 14 de març de 1952) va ser un ciclista italià, que va córrer com amateur. Es dedicà al ciclisme en pista, on va guanyar una medalla de plata al Campionat del món en Quilòmetre contrarellotge de 1974, per darrere del soviètic Eduard Rapp.

## Palmarès
- 1975
  - Medalla d'or als Jocs del Mediterrani en Quilòmetre